# The Maids
The Maids (bra: As Criadas) é um filme britano-estadunidense de 1975, do gênero drama, dirigido por Christopher Miles, com roteiro dele e Robert Enders baseado na peça teatral Les Bonnes, de Jean Genet.

## Sinopse
Solange (Glenda Jackson) e Claire (Susannah York), são duas empregadas que constroem elaborados rituais sodomasoquistas enquanto sua patroa (Vivien Merchant) está fora. Nesses rituais elas reproduzem um jogo de patroa e criada, que tem por fim um desfecho trágico.

## Elenco
- Glenda Jackson .... Solange
- Susannah York .... Claire
- Vivien Merchant .... Madame
- Mark Burns ... Monsieur